# Adriana Ferrarese
Pour les articles homonymes, voir Ferrarese.
Adriana Ferrarese (née Adriana Gabrielli vers 1755 à Ferrare - morte après 1804 à Venise) était une chanteuse d'opéra (soprano) italienne. Elle est connue comme La Ferrarese (sans doute à cause du lieu de sa naissance), et comme Adriana Ferrarese del Bene d'après son mariage avec Luigi del Bene, consul romain à Venise.

## Biographie
Formée à la musique dans son enfance, elle entre en 1779 à l'ospedale dei Mendicanti de Venise, où elle chante dans de très nombreux motets et oratorios, jusqu'à sa fugue avortée en 1783. Sa voix séduit par son étendue, jusqu'au contre-mi.
Après son départ de Venise, elle fait ses débuts à Londres en 1785 au King's Theatre de Haymarket dans Demetrio, un pastiche de Luigi Cherubini. Jusqu'en 1787, elle se produit à Londres avant de chanter en Italie.
Sans doute sur l'insistance de Da Ponte, et alors que Mozart avait des réserves quant à son talent vocal, Adriana Ferrarese fut la créatrice du rôle de Fiordiligi le 26 janvier 1790 dans le Così fan tutte de Mozart. Elle chanta le rôle de Suzanne lors de la reprise des Noces de Figaro en 1789. Mozart composa alors deux airs Al desio di chi t'adora, K.577 en remplacement de l'air des marronniers et Un moto di gioia K.579 à la place de Venite, inginocchiatevi.
Elle passe pour avoir été la maîtresse de Lorenzo da Ponte.
Elle a chanté dans des opéras de Vicente Martin y Soler L'Arbore di Diana sur un livret de Da Ponte en 1788 et de Salieri Il Pastor fido et La Cifra en 1789 encore sur des livrets de Da Ponte.

## Sources
- Bertrand Dermoncourt (dir.), Dictionnaire Mozart, Robert Laffont, coll. Bouquins, Paris, 2005  (ISBN 978-2-221-10437-8) ;
- Jacques Gheusi, Quinze voix pour Wolfgang, in Mozart, les airs de concert, Avant-Scène Musique, avril-juin 1984, nº 2, p. 22.
- Marc Vignal, Sources, composition et créateurs, in Così fan tutte, Avant-Scène Opéra, mai-juin 1990, nº 131-132, p. 12.